# Улица Небесной Сотни (Нежин)
Улица Небесной Сотни (укр. Вулиця Небесної Сотні) — улица города Нежина. Пролегает от улицы Гоголя до Лицейского моста. В северном направлении (после пересечения реки Остёр) сменяется площадью Гоголя.
Примыкают улицы Гребёнки, Братьев Зосим.

## История
Возникла в границах Нежинского замка XVII—XVIII веков. До 1830-х годов была тупиковой, после открытия Нежинской гимназии высших наук через реку Остёр был построен Лицейский мост и улица получила выход на правый берег в Новый город. На улице расположены Купеческий дом (Дом Нежинского греческого магистрата), Усадьба Н. Я. Макарова, комплекс сооружений Благовещенского монастыря (на углу с улицей Гоголя была расположена колокольня монастыря, не сохранилась). В доме № 14 в 1943—1977 годы располагалось Нежинское культурно-просветительное училище, доме № 18 — женская гимназия А. Ф. Крестинской (теперь Нежинский медицинский колледж).
В 1922 году 1-я Лицейская улица переименована в улицу Ленина — в честь российского революционера, советского политического и государственного деятеля Владимира Ильича Ленина (Ульянова).
В 1955 году Нежинская музыкальная школа была переведена из дома № 6 улицы Гоголя в дом № 9 улицы Луначарского. В 1968 году школа была переведена в специально построенный новый 2-этажный дом № 9А улицы Щорса.

## Застройка
Улица пролегает в северо-западном направлении параллельно улице Стефана Яворского. Парная и непарная стороны улицы заняты усадебной, малоэтажной (2-этажные дома) жилой застройкой, комплексом сооружений Благовещенского монастыря.
Учреждения:
1. дом № 18 — корпус № 1 Нежинского специального медицинского колледжа

Памятники архитектуры, истории:
1. дом № 11 — Усадьба Н. Я. Макарова — архитектуры и истории
2. дом № 13 — Гостиница для паломников — архитектуры
3. дом № 18 — Дом А. И. Левченко — архитектуры
4. дом № 14 — Дом, где размещался штаб 5-го отдельного зенитно-пулемётного батальона — истории